# Amphiprion akindynos

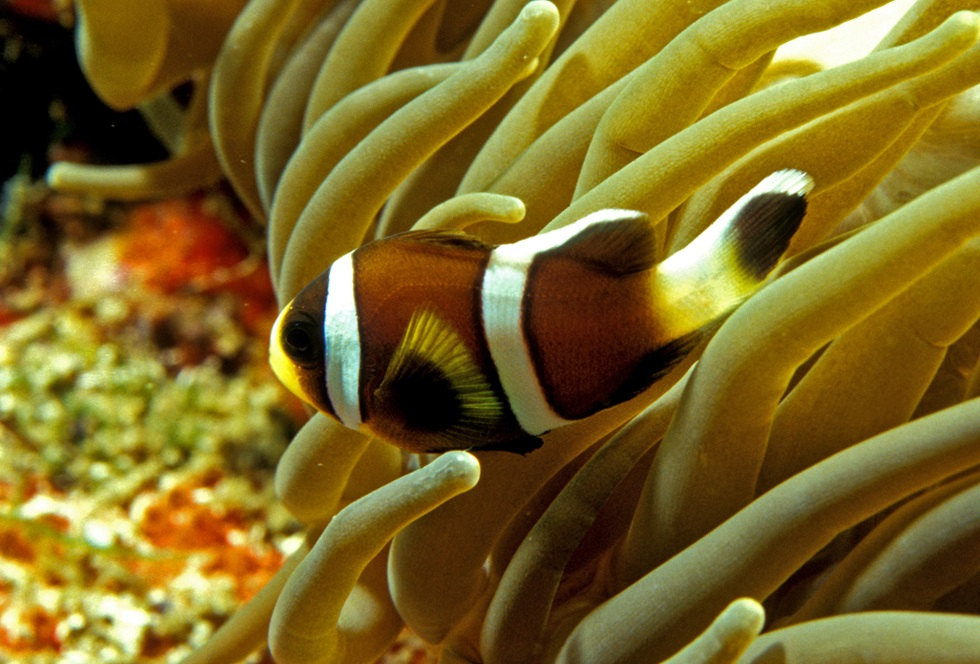
Amphiprion akindynos, juvenil en la isla North Solitary, Nueva Gales del Sur, Australia

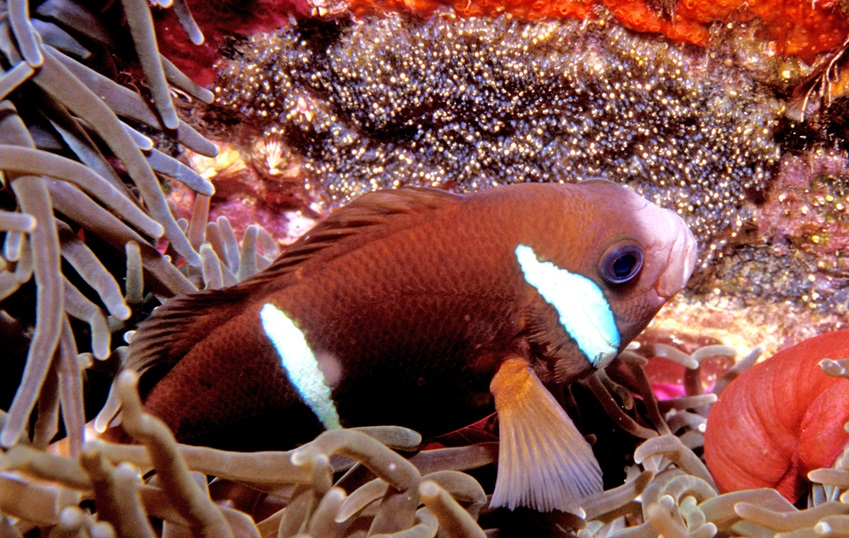
A. akindynos cuidando la puesta cerca de su anémona, en la isla North Solitary, Nueva Gales del Sur, Australia

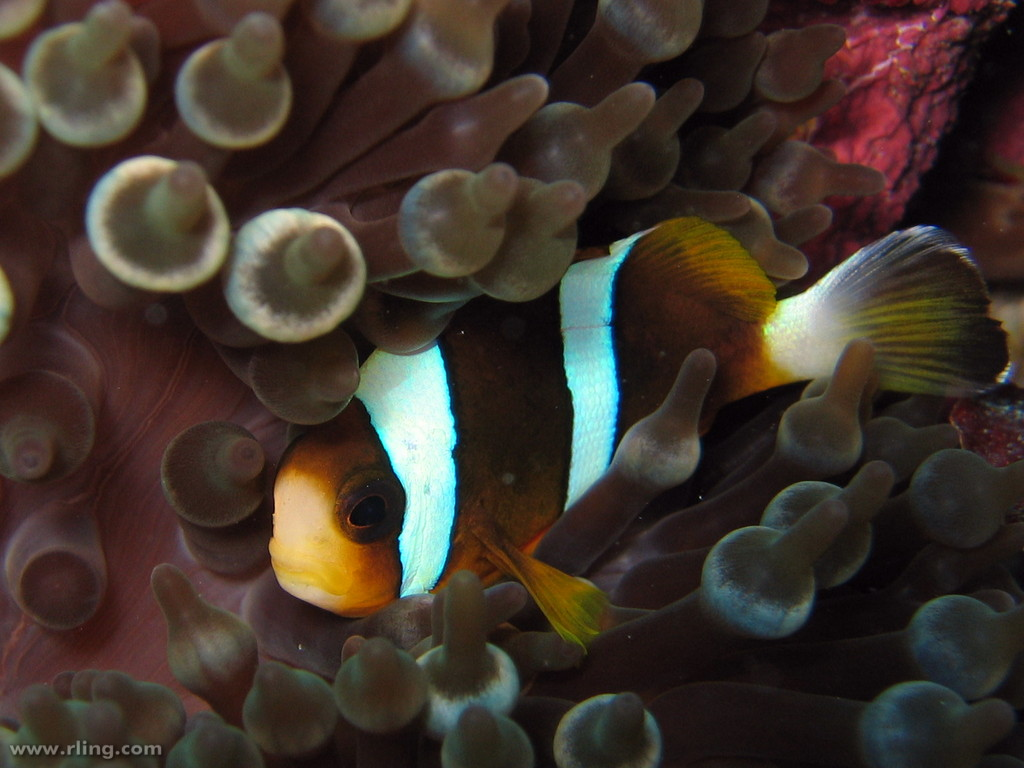
A. akindynos en Entacmaea quadricolor, Gran Barrera de Arrecifes, Australia

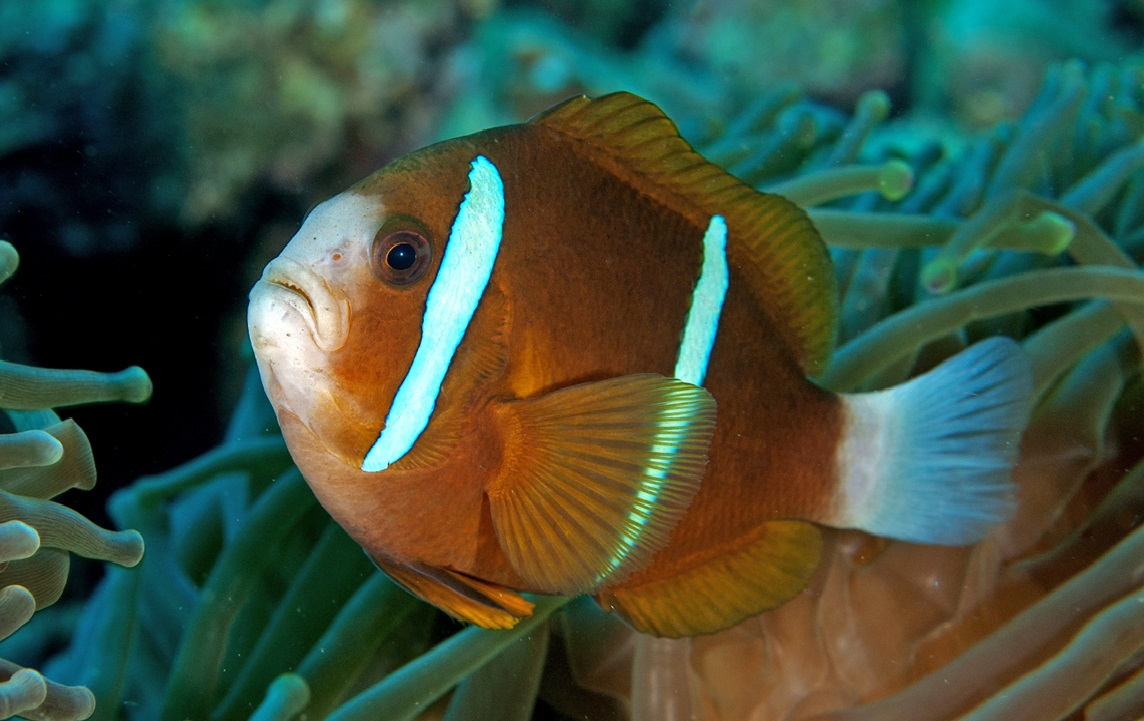
A. akindynos en la isla South Solitary, Nueva Gales del Sur, Australia

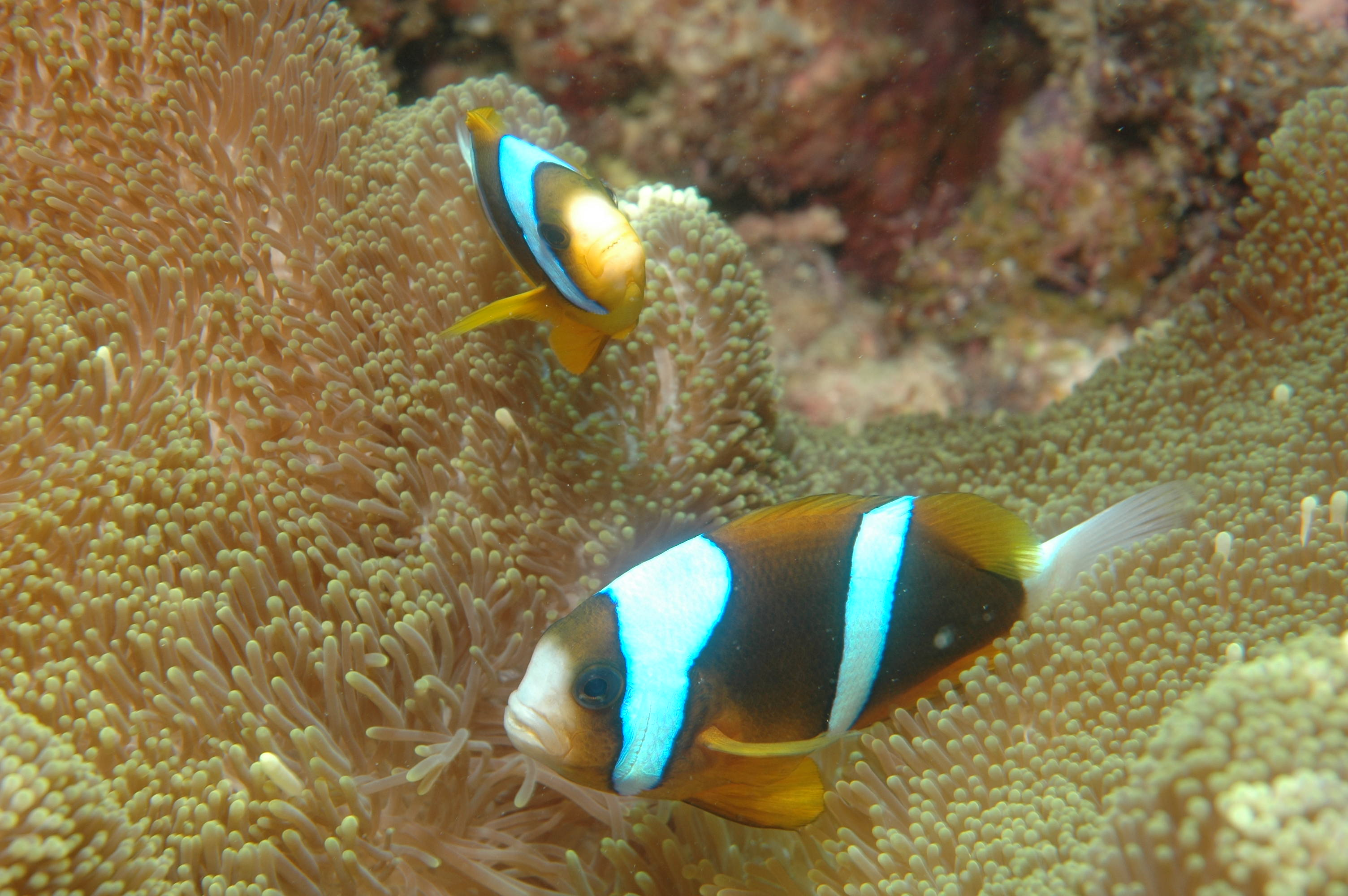
Pareja de A. akindynos en la Gran Barrera de Arrecifes australiana

Amphiprion akindynos, el pez payaso de la gran barrera de coral es una especie de peces de la familia Pomacentridae, en el orden de los Perciformes.
Pertenecen a los denominados peces payaso, o peces anémona, y viven en una relación mutualista con anémonas Entacmaea quadricolor, Heteractis aurora, H. crispa, H. magnifica, Stichodactyla haddoni y S. mertensii.
Su nombre común en inglés es barrier reef anemonefish, o pez anémona de barrera de arrecife.

## Morfología
La coloración base de cabeza y cuerpo es naranja amarronado, con dos barras verticales blancas, ribeteadas en negro, atravesando el cuerpo. La primera, discurre desde la parte superior de la cabeza, detrás del ojo, hasta las agallas, y puede ser discontinua y delgada; la segunda, desde la mitad de la aleta dorsal hasta el ano. El hocico, boca y barbilla son blancos, así como el pedúnculo y la aleta caudales. El resto de aletas y el vientre son de la coloración base.
Los juveniles suelen ser marrones, con tres gruesas barras blancas, los subadultos son amarillos con dos barras finas.
Cuentan con 10-11 espinas y 14-17 radios blandos dorsales; y, dos espinas y 13-14 radios blandos anales.
Las hembras pueden llegar a alcanzar los 13 cm de longitud  total, aunque el tamaño medio de adulto son 9 cm.

## Reproducción
Es hermafrodita secuencial protándrico, esto significa que todos los alevines son machos, y que tienen la facultad de convertirse en hembras, cuando la situación jerárquica en el grupo lo permite, siendo el ejemplar mayor del clan el que se convierte en la hembra dominante, ya que se organizan en matriarcados.
Su género es algo fácil de identificar, ya que la hembra, teóricamente es la más grande del clan. Cuando ésta muere, el pequeño macho dominante se convierte en una hembra. En cualquier caso, son monógamos.
Son desovadores bénticos. El número de huevos oscila entre 100 y 1000 por puesta, dependiendo del tamaño y experiencia de la madre. Los huevos son demersales, de forma elíptica, y de entre 3 y 4 mm de tamaño. La reproducción se produce en cuanto comienza a elevarse la temperatura del agua, aunque, como habitan en aguas tropicales, se pueden reproducir casi todo el año. El macho prepara el lugar de la puesta, en un sustrato duro cercano a una anémona, y, tras realizar las maniobras del cortejo, espera a que la hembra fije los huevos allí, y los fertiliza. Posteriormente, agita sus aletas periódicamente para oxigenar los embriones, y elimina los que están en mal estado. Tras un periodo de 6-7 días, cuando los alevines se liberan, no reciben atención alguna de sus padres. Deambulan en aguas superficiales en fase larval durante 8 a 12 días, posteriormente descienden al fondo en busca de una anémona, y mutan a su coloración juvenil.

## Alimentación
Se alimentan de algas marinas, invertebrados bentónicoss, y zooplancton, especialmente copépodos y larvas de tunicados.

## Hábitat y comportamiento
Su hábitat está asociado a arrecifes de coral, en zonas de clima subtropical (10°S - 32°S ), los adultos normalmente se hallan en lagunas y arrecifes exteriores. Viven en una relación mutualista con anémonas Entacmaea quadricolor, Heteractis aurora, H. crispa, H. magnifica, Stichodactyla haddoni y S. mertensii.
Su rango de profundidad es entre 1-25 m, aunque se reportan localizaciones de ejemplares hasta los 66.92 metros. Su rango de temperaturas oscila entre 10 y 32 °C.

## Distribución geográfica
Se encuentra en el Pacífico occidental: este de Australia (Gran Barrera de Coral y norte de Nueva Gales del Sur), Nueva Caledonia, las Islas de la Lealtad, Vietnam y Tonga. Siendo cuestionable su presencia permanente en Filipinas y Sri Lanka.

## Observaciones
Puede ser criado en cautividad. 
- Véase también: Amphiprion